# Nosy Be
Nosy Be, früher auch Assada oder Nosy Manitra genannt, ist eine Insel vor der Küste Madagaskars. Ihr Name bedeutet in Malagasy „große Insel“.

## Geographie
Die etwa 10 km vor der Nordwestküste Madagaskars gelegene Insel ist vulkanischen Ursprungs. Nosy Be ist etwa 325 km² groß, die Nord-Süd-Ausdehnung beträgt etwa 26 km und die Ost-West-Ausdehnung rund 20 km. Sie gehört zur Provinz Antsiranana, Inselhauptstadt ist das kolonial geprägte Andoany (alter und auch heute üblicher Name: Hell-Ville).
Es herrscht feucht-warmes Klima, die Temperaturen liegen zwischen 25 und 30 °C und sinken auch im Winter nicht unter 21 °C. Der Niederschlag beträgt rund 2000 mm pro Jahr. Nosy Be hat ein eigenes Mikroklima, auch in der Trockenzeit regnet es oft, meist in der Nacht, was für ein üppiges Grün sorgt. Durch ihre Lage nahe dem Kalmengürtel ist die Insel entsprechend windarm. Dennoch gibt es im Winter fallweise Zyklone.
Im Lokobe-Naturreservat, das 1923 eingerichtet wurde und 740 Hektar groß ist, gibt es noch den ursprünglichen primären tropischen Regenwald mit den Riesenbäumen Canarium madagascariense und Potameia crassifolia, die bis zu 40 m groß werden. Der mit 450 Metern höchste Berg ist der Lokobe. In den Vulkankratern haben sich elf Kraterseen gebildet, in denen Krokodile leben. Die wichtigste der bewohnten Nebeninseln ist Nosy Ambariovato, auch Nosy Komba Lemureninsel genannt. Die Insel gegenüber der Lokobehalbinsel besteht aus einem kreisrunden 621 m hohen Vulkan, der fast vollständig von Wald und Plantagen bedeckt ist. Weitere kleine Nebeninseln sind Nosy Mitsio, Nosy Sakatia und Nosy Tanikely.

## Bevölkerung
Die Insel hat rund 60.000 Bewohner, die meist den Foko der Sakalava angehören. Die Kraterseen werden von der Bevölkerung als Heimat ihrer Ahnen betrachtet und sind deshalb heilig. „Fadys“ (Verbote) sind zu beachten: Wer sich ihnen nähern will, muss barfuß gehen, darf nur mit einem Wickeltuch bekleidet sein und keine Kopfbedeckung tragen.

## Geschichte
Die ersten Bewohner der Insel waren im 15. Jahrhundert Swahili und indische Händler. Später war Nosy Be, damals Assada genannt, Anziehungspunkt für Flüchtlinge und Händler. Ein englischer Stützpunkt wurde 1649 aufgegeben. 1839 floh Tsiomeko, die letzte Königin (1828–1843) des im Nordwesten von Madagaskar gelegenen Königreichs Bonia, nach Nosy Be. Bonia wurde 1840 vom Merina-Königreich unter Ranavalona I. annektiert. Tsiomeko hatte ihre Ansprüche, auch auf Nosy Be, an Frankreich abgetreten.
Von 1824 bis 1846 flohen rund 15.000 Sakalava vor den Kämpfen mit den Merina nach Nosy Be.
1842 wurde die Insel von Frankreich besetzt. Sie profitierte als Handelsstützpunkt auf dem Weg nach Sansibar. Ein Aufstand der Sakalava 1848/49 gegen den Versuch der Franzosen, den Sklavenhandel abzuschaffen, bedeutete für Nosy Be einen kurzzeitigen wirtschaftlichen Rückschlag. Um die geflohenen Händler zur Rückkehr zu bewegen, wurde die Insel von Frankreich zum Freihafen erklärt.
Während des Russisch-Japanischen Krieges musste das Zweite russische Pazifikgeschwader unter dem Oberkommando des Admirals Sinowi Petrowitsch Roschestwenski auf der Fahrt zum Entsatz der in Port Arthur eingeschlossenen russischen Streitkräfte wegen dringender Reparaturen unfreiwilligen Aufenthalt bei Nosy Be einlegen. 25 Kriegsschiffe mit fast 10.000 Matrosen und Begleitschiffen lagen, mit Erlaubnis Frankreichs, wochenlang in der Bucht von Hell-Ville und warteten auf Verstärkung durch das Dritte russische Pazifikgeschwader unter Admiral Nikolai Iwanowitsch Nebogatow.
Die Bucht, in der die Flotte ankerte, heißt heute „Russian Bay“. Während der Wartezeit brachen Krankheiten auf den Schiffen aus, ein leckes Transportschiff sank. Einige umgekommene russischen Seeleute wurden auf dem Friedhof von Hell-Ville begraben, andere erhielten vor der Bucht eine Seebestattung. Ein Kriegerdenkmal auf der Insel erinnert daran. Andere unbestätigte Berichte erzählen, ein Schiff sei zurückgelassen worden, der letzte der vergessenen Seeleute erst 1936 gestorben. Das Transportschiff Malaya wurde mit Straffälligen, Erkrankten, Selbstverstümmlern und Geisteskranken zurück nach Russland geschickt. Die eintreffenden Nachrichten vom Petersburger Blutsonntag und der russischen Niederlage in der Schlacht von Mukden demoralisierten die russischen Seeleute zusätzlich. Die Ereignisse dieser Wochen dienten offenbar auch als Vorlage für das Lied Wir lagen vor Madagaskar. Einen stichhaltigen Beleg für einen Zusammenhang gibt es jedoch nicht.

## Wirtschaft

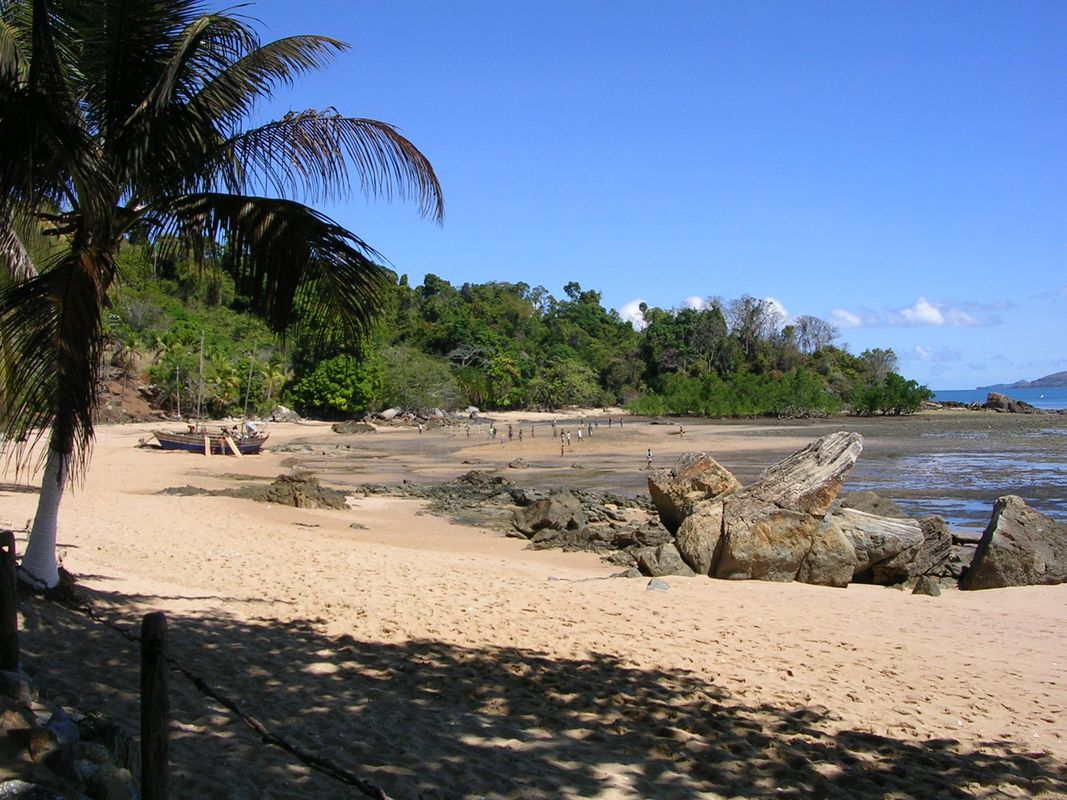
Strand auf Nosy Komba

Die Insel gilt als am besten entwickelter Tourismusort Madagaskars. Auf Nosy Be gibt es mehrere Hotels mit westlichem Standard, mit insgesamt 350 Gästezimmern. Der Flughafen Fascene im Osten der Insel bietet Verbindungen zur Hauptstadt Antananarivo, nach Mailand, Rom, Paris, auf die Komoren und nach Réunion.
Behindert wird die touristische Entwicklung allerdings durch die mangelnde Infrastruktur und eine starke Zunahme der Kriminalität. Auch Sextourismus wurde zum Problem.
Zuckerrohrfelder, Gewürzplantagen für Vanille, Nelken, Pfeffer, Ylang-Ylang und Zimt und Subsistenzwirtschaft prägen die Landwirtschaft auf dem fruchtbaren Vulkanboden. Zum Transport setzte man zwischen Hafen und Zuckerfabrik eine 25 Kilometer lange Eisenbahn ein. In den 1980er Jahren wurde der Betrieb dieser so genannten Zuckerbahn eingestellt. Die Zuckerindustrie wurde Ende 2007 durch chinesische Investoren saniert. Die Produktionskapazität konnte auf 16.000 Tonnen Zucker und 11.000 Hektoliter Alkohol im Jahr erhöht werden. Im Ort Dzamandjary an der Westküste wurde der gleichnamige Rum erzeugt.
Die Zuckerrohrfelder existieren ebenso wie die Rumdestillerie heute nicht mehr.

## Klimatabelle
|                       | Jan  | Feb  | Mär  | Apr  | Mai  | Jun  | Jul  | Aug  | Sep  | Okt  | Nov  | Dez  |   |      |
| Mittl. Tagesmax. (°C) | 31,3 | 31,1 | 31,8 | 32,0 | 31,2 | 30,0 | 29,6 | 29,9 | 31,0 | 32,0 | 32,0 | 31,5 | ⌀ | 31,1 |
| Mittl. Tagesmin. (°C) | 22,6 | 22,8 | 22,8 | 22,4 | 20,9 | 19,0 | 18,0 | 17,8 | 19,1 | 20,8 | 22,0 | 22,5 | ⌀ | 20,9 |
|                       |      |      |      |      |      |      |      |      |      |      |      |      |   |      |
| Niederschlag (mm)     | 519  | 436  | 295  | 157  | 61   | 44   | 37   | 36   | 39   | 85   | 148  | 372  | Σ | 2229 |
|                       |      |      |      |      |      |      |      |      |      |      |      |      |   |      |
| Sonnenstunden (h/d)   | 6,0  | 6,1  | 7,2  | 8,2  | 8,7  | 8,3  | 8,5  | 9,2  | 9,3  | 9,1  | 8,3  | 7,1  | ⌀ | 8    |
|                       |      |      |      |      |      |      |      |      |      |      |      |      |   |      |
| Regentage (d)         | 21   | 20   | 18   | 12   | 6    | 6    | 5    | 5    | 6    | 7    | 13   | 18   | Σ | 137  |
|                       |      |      |      |      |      |      |      |      |      |      |      |      |   |      |
| Luftfeuchtigkeit (%)  | 87   | 88   | 88   | 87   | 84   | 84   | 82   | 79   | 76   | 75   | 79   | 85   | ⌀ | 82,8 |

| 22,6 |

| 22,8 |

| 22,8 |

| 22,4 |

| 20,9 |

| 19,0 |

| 18,0 |

| 17,8 |

| 19,1 |

| 20,8 |

| 22,0 |

| 22,5 |

| 22,6 |

| 22,8 |

| 22,8 |

| 22,4 |

| 20,9 |

| 19,0 |

| 18,0 |

| 17,8 |

| 19,1 |

| 20,8 |

| 22,0 |

| 22,5 |